# Olympische Sommerspiele 1904/Schwimmen – 100 Yards Freistil (Männer)
Der Schwimmwettkampf über 100 Yards (91,44 Meter) Freistil der Männer bei den Olympischen Spielen 1904 in St. Louis wurde am 5. September 1904 ausgetragen. Es war die erste und bis heute einzige Austragung des Wettbewerbs. Austragungsort war der Life Saving Exhibition Lake.

## Ergebnisse

### Vorläufe
Lauf 1
| Rang | Athlet           | Nation             | Zeit       | Anm.  |
| ---- | ---------------- | ------------------ | ---------- | ----- |
| 1    | Zoltán Halmay    | Ungarn             | 1:06,2 min | Q, OR |
| 2    | John Scott Leary | Vereinigte Staaten | unbekannt  | Q     |
| 3    | David Hammond    | Vereinigte Staaten | unbekannt  | Q     |
| 4    | unbekannt        | Vereinigte Staaten | unbekannt  |       |
| 5    | unbekannt        | Vereinigte Staaten | unbekannt  |       |

Lauf 2
| Rang | Athlet          | Nation             | Zeit       | Anm. |
| ---- | --------------- | ------------------ | ---------- | ---- |
| 1    | Charles Daniels | Vereinigte Staaten | 1:07,4 min | Q    |
| 2    | David Gaul      | Vereinigte Staaten | unbekannt  | Q    |
| 3    | Leo Goodwin     | Vereinigte Staaten | unbekannt  | Q    |
| 4    | unbekannt       | Vereinigte Staaten | unbekannt  |      |

### Finale
| Rang | Athlet           | Nation             | Zeit       | Anm. |
| ---- | ---------------- | ------------------ | ---------- | ---- |
| 1    | Zoltán Halmay    | Ungarn             | 1:02,8 min | OR   |
| 2    | Charles Daniels  | Vereinigte Staaten | unbekannt  |      |
| 3    | John Scott Leary | Vereinigte Staaten | unbekannt  |      |
| 4    | David Gaul       | Vereinigte Staaten | unbekannt  |      |
| 5    | David Hammond    | Vereinigte Staaten | unbekannt  |      |
| 6    | Leo Goodwin      | Vereinigte Staaten | unbekannt  |      |